# Cryptocephalus biguttatus
Cryptocephalus biguttatus – gatunek chrząszcza z rodziny stonkowatych i podrodziny Cryptocephalinae.

## Taksonomia
Gatunek po raz pierwszy został naukowo opisany w 1763 roku przez Giovanniego Antonia Scopoliego pod nazwą Buprestis biguttata.

## Morfologia
Chrząszcz o krępym, walcowatym ciele długości od 4,5 do 6,2 mm. Ubarwienie ma niemal całkowicie czarne. Wyjątkiem są człony czułków od drugiego do piątego oraz para plam na wierzchołkach pokryw – te mogą być żółte, pomarańczowe lub czerwone. Przednie brzegi plam na pokrywach są zawsze wygięte ku przodowi, co pozwala odróżnić ten gatunek od melanistycznej formy C. bipunctatus. Przedplecze jest błyszczące i wydaje się gładkie, dopiero przy 40-krotnym powiększeniu dostrzec można na nim płytkie i bardzo drobne punkty. Wyraźne, acz stosunkowo drobne punkty na pokrywach układają się w regularne rzędy. Z kolei międzyrzędy są błyszczące, niepunktowane, o nieco nierównej powierzchni. Genitalia samca cechują się rozszerzonym na wierzchołku prąciem z trzema ząbkami na przedniej krawędzi oraz bardzo krótkimi i zaokrąglonymi wyrostkami bocznymi.

## Ekologia i występowanie
Owad ten zasiedla pobrzeża lasów, nasłonecznione zbocza oraz słoneczne polany i poręby. Owady dorosłe aktywne są od maja do lipca. Roślinami żywicielskimi larw i postaci dorosłych są leszczyny i wierzby.
Gatunek palearktyczny, znany z Hiszpanii, Irlandii, Wielkiej Brytanii, Francji, Belgii, Luksemburga. Holandii, Niemiec, Szwajcarii, Liechtensteinu, Austrii, Włoch, Danii, Szwecji, Finlandii, Estonii, Łotwy, Litwy, Polski, Czech, Słowacji, Węgier, Białorusi, Ukrainy, Rumunii, Mołdawii, Bułgarii, Słowenii, Chorwacji, Bośni i Hercegowiny, Serbii, Czarnogóry, Macedonii Północnej, Albanii, europejskiej i syberyjskiej części Rosji oraz Azji Zachodniej. W Polsce jest nieczęsty, stwierdzono go na nielicznych, rozproszonych stanowiskach.